# Тата, ти си луд
Тата, ти си луд је роман за децу америчког писца јерменског порекла Вилијама Саројана. Први пут је објављен 1957. године. Намењен је деци узраста од 10 до 12 година. То је истовремено и смешна и тужна прича о односу оца и сина, који је у овом роману онакав какав жели сваки син, али који не уме да оствари сваки отац.
На српском језику овај роман појавио се већ 1958. године, свега годину дана по објављивању. Изашао је у издању издавачког предузећа Омладина из Београда, у преводу Љерке Радовић.

## Радња романа
У роману Тата, ти си луд, кроз 63 кратка поглавља, отац и син разговарају о животу и уживају у међусобном дружењу у очевом дому у Малибу Бичу (Калифорнија). Обзиром да не живе заједно, они се кроз ово дружење упознају. Обојица имају свој циљ - отац да напише књигу о кувању, са рецептима за прављење и поправљање људских душа, а дечак да оде на Месец или уради нешто друго велико. Кроз ова кратка поглавља разговарају о свету и појавама у њему. Дечак учи да посматра ствари око себе: океан, шкољке, дагње, пасуљ, лист... Отац даје сину једноставне и топле одговоре на питања о школи, богу, спознаји, људском роду, речнику, уметности, љубави... Разговори између радозналог сина и маштовитог оца веома су занимљиви, теме су различите и често у себи крију поруке које читаоца наводе на размишљање. Тако, на пример, он на једном месту каже:
| „ | Прилике су ретко кад повољне, па је боље да одмах почнеш учити како да живиш у тешким приликама. | ” |

У последњем поглављу Пит заиста уради нешто велико. Одлучи да ће научити да пише и постати писац.
Саројан је написао овај веома лични роман када је његов син, коме је посветио књигу, имао десет година. У роману има много исповеднога, односно писац прича о себи.

### Поглавља романа
1. Књига
2. Море
3. Месец
4. Здела
5. Бицикл
6. Мач
7. Забава
8. Сунце
9. Свет
10. Јаје
11. Кључ
12. Стена
13. Облак
14. Шкољка
15. Бог
16. Лоза
17. Вино
18. Коњ
19. Коров
20. Кола
21. Друм
22. Барка
23. Школа
24. Застава
25. Звезда
26. Риба
27. Ватра
28. Човек
29. Ружа
30. Црква
31. Тумарање
32. Жена
33. Постеља
34. Плажа
35. Вожња
36. Врата
37. Лист
38. Брод
39. Сплав
40. Лук
41. Глава
42. Кућа
43. Птица
44. Лопта
45. Трава
46. Клопка
47. Лед
48. Око
49. Зуб
50. Коцка
51. Соба
52. Дрво
53. Шоља
54. Снег
55. Корен
56. Доручак заједно са ручком
57. Воће
58. Звечећи новац
59. Месо
60. Кост
61. Срце
62. Прстен
63. Киша

Приче у поглављима написане су питким, јасним језиком, попут самих наслова.

## Главни ликови
Главни ликови у роману су отац, четрдесетпетогодишњи писац и његов десетогодишњи син Пит. Питови родитељи су разведени и дечак, који живи са мајком и сестром, пожелео је да проведе неко време са својим оцем.
У лику сина садржане су и неке особине оца из времена када је он имао десет година. И отац и син понашају се као велика добра деца. То нису само послушна деца. Она су добра и по томе што знају у животу да буду благо радосна и што им разговори понекад личе на песму. Однос између оца и сина у овом роману је онакав какав жели сваки син, али који не уме да оствари сваки отац. Отац и син говоре о свакодневним стварима, на изглед сасвим безначајним, али помоћу свога говора они успевају да од тих безначајних ствари направе право богатство. Њихов међусобни однос отац овако описује:
| „ | Знаш, ти и ја, отац и син, ма који отац и ма који син – скоро смо исти човек, један стар, а други млад, а у исто време смо странци, више него да смо се срели на улици. | ” |

## Укратко о пишчевом животу
Вилијем Саројан је пореклом Јерменин, али је рођен у Америци. Рано је изгубио оца, са само три године и затим је доспео у сиротиште, где је живео до своје седме године. Тада је његова мајка успела да се запосли, па се Вилијем опет могао вратити кући.  Кад је имао дванаест година напустио је школу и почео да зарађује. У почетку је продавао је новине и разносио телеграме, а касније је променио многе послове и на крају постао писац. Његово интересовање за књиге потиче од времена кад је научио да чита. Почео је да пише у тринаестој години, и то је чинио до краја живота. Писао је романе, приповетке и позоришне комаде. Његови романи су омиљено штиво свих генерација.